# Taxidins
Els taxidins (Taxidiinae) són una subfamília de carnívors de la família dels mustèlids. Conté una sola espècie vivent, el toixó americà (Taxidea taxus), així com diverses espècies extintes. Es tracta d'animals omnívors. Tant l'espècie actual com les extintes són oriündes de Nord-amèrica. Fou el primer tàxon a divergir de la resta de mustèlids.